# 李燕燕
李燕燕（Li Yin Yin，1998年6月5日—），前香港女子單車運動員。現時在香港大學修讀工商管理學士課程。

## 簡歷
李燕燕原為香港女子足球代表隊U18成員，後來改練單車。
她於2014年參加明日之星計劃，並於2015年加入香港單車代表隊。2015年就讀中四的她決定退學，並轉為全職運動員。她在2016年亞洲單車錦標賽青年組個人公路賽拿得第四名及女士青年凱琳賽銀牌，同時在女子青年團體追逐賽獲得銅牌。2017年，在轉戰成年組後，由原來主力的公路賽轉戰場地賽，代表香港參加多項場地單車亞洲盃、世界盃賽事。
2018年8月，李燕燕代表香港參加印尼舉行的亞洲運動會單車比賽；與李慧詩及馬詠茹合作出戰女子團體爭先賽決賽，最後以35秒024完成，贏得銀牌。並於2019年9月， 獲得由香港政府頒發的行政長官社區服務獎狀。
李燕燕於2020年6月退役，並重返校園。